# Grasplatz
Grasplatz is de naam voor een plaats aan de spoorlijn tussen Lüderitz en Keetmanshoop in zuidelijk Namibië. Het bestaat uit een niet meer in gebruik zijnd stationsgebouw in Duitse stijl.
In het begin van de 20e eeuw leidde de vondst van diamanten tot een diamantkoorts.
Zandhopen en duinen bedekken thans grote delen van de eens zo prestigieuze spoorlijn. Op sommige plaatsen getuigen eenzame, vervallen treinwagons van andere tijden.